# Tozeuma novaezealandiae
Tozeuma novaezealandiae is een garnalensoort uit de familie van de Hippolytidae. De wetenschappelijke naam van de soort is voor het eerst geldig gepubliceerd in 1916 door Borradaile.